# Babasónicos
Babasónicos este o formație argentiniană de rock. Membrii formației sunt:
- Adrián “Dárgelos” Rodríguez
- Diego “Uma” Rodríguez
- Diego “Uma-T” Tuñón
- Diego “Panza” Castellano
- Mariano Roger
- “Carca”
- "Tuta" Torres

## Discografie
- Pasto (1992)
- Trance Zomba (1994)
- Dopádromo (1996)
- Babasonica (1997)
- Miami (1999)
- Jessico (2001)
- Infame (2003)
- Anoche (2005)
- Mucho (2008)
- A Propósito (2011)